# Kottayam
Kottayam là một thành phố và khu đô thị của quận Kottayam thuộc bang Kerala, Ấn Độ.

## Địa lý
Kottayam có vị trí 9°35′B 76°31′Đ / 9,58°B 76,52°Đ Nó có độ cao trung bình là 3 mét (9 feet).

## Nhân khẩu
Theo điều tra dân số năm 2001 của Ấn Độ, Kottayam có dân số 60.725 người. Phái nam chiếm 49% tổng số dân và phái nữ chiếm 51%. Kottayam có tỷ lệ 87% biết đọc biết viết, cao hơn tỷ lệ trung bình toàn quốc là 59,5%: tỷ lệ cho phái nam là 88%, và tỷ lệ cho phái nữ là 86%. Tại Kottayam, 10% dân số nhỏ hơn 6 tuổi.